# Клиса (Бихаћ)
Клиса је насељено мјесто у Босни и Херцеговини у општини Бихаћ које административно припада Федерацији Босне и Херцеговине. Према попису становништва из 1991. у насељу је живјело 557 становника.

## Становништво
| Националност       | 1991.        | 1981.        | 1971.        |
| Муслимани          | 541 (97,12%) | 614 (97,15%) | 615 (98,24%) |
| Југословени        | 7 (1,25%)    | 4 (0,63%)    |              |
| Срби               | 5 (0,89%)    | 4 (0,63%)    | 4 (0,63%)    |
| Хрвати             |              | 1 (0,15%)    | 5 (0,79%)    |
| остали и непознато | 4 (0,71%)    | 9 (1,42%)    | 2 (0,31%)    |
| Укупно             | 557          | 632          | 626          |